# Helena Michalak
Helena Michalak (ur. 10 stycznia 1969 w Gorzowie Wielkopolskim) – polska policjantka, nadinspektor Policji w stanie spoczynku, zastępca Komendanta Głównego Policji w latach 2016–2018, komendant wojewódzki Policji w Gorzowie Wielkopolskim w latach 2018–2020.

## Życiorys
Ukończyła studia magisterskie z zakresu finansów i bankowości na Uniwersytecie Szczecińskim oraz studia podyplomowe w zakresie logistyki w bezpieczeństwie kraju w Szkole Głównej Służby Pożarniczej, a w 2000 także studia w Wyższej Szkole Policji w Szczytnie.
Od 1996 służy w Policji. Przez większość kariery związana była z Komendą Wojewódzką Policji w Gorzowie Wielkopolskim, piastując między innymi funkcję zastępcy komendanta wojewódzkiego Policji w Gorzowie Wielkopolskim. Od 14 stycznia 2016 do maja 2018 pełniła funkcję zastępcy komendanta głównego Policji. 2 września 2016 prezydent RP Andrzej Duda mianował Helenę Michalak na stopień generalski – nadinspektora Policji.
24 lipca 2018 została mianowana komendantem wojewódzkim Policji w Gorzowie Wielkopolskim.

## Odznaczenia
- Srebrny Medal za Długoletnią Służbę[4]
- Złota Odznaka „Zasłużony Policjant”[4]